# Okay Yokuşlu
Okay Yokuşlu (* 9. März 1994 in Konak) ist ein türkischer Fußballspieler, der seit Sommer 2022 bei West Bromwich Albion unter Vertrag steht. Sein Cousin Erdi Yokuşlu ist ebenfalls als Profifußballspieler aktiv.

## Karriere

### Verein
Der 1,88 Meter große Mittelfeldspieler kam seit 2002 in der Jugend von Karşıyaka SK zum Einsatz; nach vier Jahren wechselte er zu Altay Izmir. Ende 2009 bestritt Yokuşlu erstmals Spiele für die Profimannschaft des Vereins in der Bank Asya 1. Lig. Nach vier Toren in 33 Spielen wechselte er am 27. Juni 2011 für eine Ablösesumme in Höhe von 2,3 Millionen TRY zum in der Süper Lig spielenden Verein Kayserispor, wo er am 16. September 2011 gegen Medical Park Antalyaspor sein Erstligadebüt gab. Mit diesem Verein erreichte er zum Saisonende die Zweitligameisterschaft und damit den Aufstieg in die Süper Lig.
Im Sommer 2015 wechselte er zusammen mit seinem Teamkollegen Alper Uludağ zum Erstligisten Trabzonspor. Yokuşlu spielte drei Jahre für Trabzonspor und kam zu 86 Ligaeinsätzen und erzielte sechs Tore. Im Juni 2018 wechselte der Mittelfeldspieler für eine Ablösesumme von sechs Millionen Euro nach Spanien zu Celta Vigo.
Am 1. Februar 2021 lieh ihn Celta Vigo für den Rest der Saison 2020/21 an West Bromwich Albion in die Premier League aus. Anschließend kehrte er zunächst nach Vigo zurück, Ende Januar 2022 wurde er dann bis Saisonende an den FC Getafe ausgeliehen. Mitte Juli 2022 verpflichtete ihn West Bromwich Albion mit einer dreijährigen Vertragslaufzeit.

### Nationalmannschaft
Seit 2009 wurde Yokuşlu in verschiedenen Jugendnationalmannschaften der Türkei eingesetzt; so bestritt er sechs U-15-Spiele (drei Treffer), sechs U-16-Spiele (kein Treffer), 25 U-17-Spiele (vier Treffer) und bisher neun Spiele in der U-19-Nationalmannschaft (zwei Treffer). Zudem war er für die türkische U-20 und die U-20-Nationalmannschaft aktiv.
Im Rahmen der U-20-Fußball-Weltmeisterschaft 2013 wurde er in das Turnieraufgebot der türkische U-20-Nationalmannschaft berufen.
Im Oktober 2015 wurde Yokuşlu im Rahmen im Rahmen zweier Qualifikationsspiele der Europameisterschaft 2016 gegen die tschechische und die isländische Nationalmannschaft vom Nationaltrainer Fatih Terim zum ersten Mal in seiner Karriere in das Aufgebot der türkischen Nationalmannschaft nominiert. In beiden Spielen saß er sich zwar auf der Ersatzbank, blieb jedoch ohne Einsatz.
Einen Monat später wurde Yokuşlu im Rahmen zweier Testspiele erneut in das Aufgebot der türkischen Nationalmannschaft nominiert. In der zweiten Begegnung dieser beiden Testspiele, im Spiel gegen die griechische Nationalmannschaft, gab er schließlich sein A-Länderspieldebüt. Er wurde in der 74. Minute für Olcay Şahan eingewechselt.
Im Jahr 2021 wurde er in den türkischen Kader für die Fußball-Europameisterschaft 2021 berufen.

## Erfolge
Mit Kayserispor
- Meister der TFF 1. Lig und Aufstieg in die Süper Lig: 2014/15

Mit der türkischen U-20-Nationalmannschaft
- Achtelfinalist der U-20-Fußball-Weltmeisterschaft: 2013